# Roderyck Asconeguy
Roderyck Asconeguy (Trinidad, 20 de junio de 1990) es un deportista y ciclista uruguayo.

## Biografía
Es hijo del campeón de ciclismo José Asconeguy, tres veces ganador de la Vuelta Ciclista del Uruguay.Miembro de Club Ciclista Tacuarembó.
En 2021 se coronó campeón uruguayo élite de ruta con el Club Ciclista Fénix.
Durante 2022, se distinguió a nivel internacional al terminar segundo en la carrera en ruta de los Juegos Sudamericanos.

## Equipos
- Porongos (2009-2010)
- Alas Rojas de Santa Lucía (2010-2011)
- Porongos/BROU-Flores (2011-2014)
- Schneck Ciclismo (2014-2015)
- CC Amanecer (2015-2016)
- CC Treinta y Tres de San José (2016-2017)
- CC Amanecer (2017-2018)
- Club Ciclista Tacuarembó (2018-2020)
- Club Ciclista Fénix (2020-2021)
- CC Ciudad del Plata (2021-2022)
- Club Atlético Villa Teresa (2022-2023)
- CC Audax de Flores (2024)